# Brandon Jacobs
Brandon Jacobs (6 de julho de 1982, Napoleonville, Louisiana) é um ex-jogador de futebol americano que atuava como running back na National Football League. Ele foi draftado pelos Giants na quarta rodada do Draft de 2005 da NFL. Ele jogou futebol americano universitário por Coffeyville Community College, Auburn e por fim pela Southern Illinois.
Em março de 2012 foi dispensado pelo New York Giants. Os Giants queria que o jogador diminuísse o valor do contrato para que o time tivesse mais flexibilidade no teto salarial, mas Brandon não concordou.
Jacobs assinou com o San Francisco 49ers em 28 de março de 2012. Foi dispensado ao fim da temporada e logo depois se juntou novamente aos Giants em 2013. No dia 2 de janeiro de 2014 anunciou sua aposentadoria após nove temporadas.

## Estatísticas
|                 |                     |    | Correndo com a bola | Correndo com a bola | Correndo com a bola | Correndo com a bola | Correndo com a bola | Fumbles | Fumbles          | Recebendo a bola | Recebendo a bola | Recebendo a bola | Recebendo a bola | Recebendo a bola |
| Ano             | Time                | J  | Ten                 | Jardas              | JPJ                 | JL                  | TDs                 | FUM     | Fumbles Perdidos | Rec              | jardas           | J/R              | TD               | JL               |
| 2005            | New York Giants     | 16 | 38                  | 99                  | 2,6                 | 21                  | 7                   | 1       | 1                | 0                | 0                | 0                | 0                | 0                |
| 2006            | New York Giants     | 15 | 96                  | 423                 | 4,4                 | 16                  | 9                   | 2       | 1                | 11               | 149              | 13,5             | 0                | 43               |
| 2007            | New York Giants     | 11 | 202                 | 1 009               | 5,0                 | 43                  | 4                   | 5       | 4                | 23               | 174              | 7,6              | 2                | 34               |
| 2008            | New York Giants     | 13 | 219                 | 1 089               | 5,0                 | 44                  | 15                  | 3       | 1                | 6                | 36               | 6,0              | 0                | 9                |
| 2009            | New York Giants     | 15 | 224                 | 835                 | 3,7                 | 31                  | 5                   | 2       | 1                | 18               | 184              | 10,2             | 1                | 74               |
| 2010            | New York Giants     | 12 | 114                 | 693                 | 6,1                 | 73                  | 9                   | 2       | 2                | 59               | 22               | 8,4              | 0                | 22               |
| 2011            | New York Giants     | 14 | 152                 | 571                 | 3,8                 | 28                  | 7                   | 3       | 0                | 15               | 128              | 8,5              | 1                | 40               |
| 2012            | San Francisco 49ers | 2  | 5                   | 7                   | 1,4                 | 3                   | 0                   | 0       | 0                | 0                | 0                | 0                | 0                | 0                |
| 2013            | New York Giants     | 7  | 58                  | 238                 | 4,1                 | 37                  | 4                   | 1       | 1                | 2                | 13               | 6,5              | 0                | 8                |
| Total           |                     | 89 | 1 141               | 5 094               | 4,5                 | 73                  | 60                  | 19      | 11               | 82               | 743              | 9,1              | 4                | 74               |
| Fonte: ESPN.com |                     |    |                     |                     |                     |                     |                     |         |                  |                  |                  |                  |                  |                  |